# Valentin Bodo von der Osten
Valentin Bodo von der Osten (* 29. November 1699 in Pommern; † 23. November 1757 in Breslau) war ein preußischer Oberst, Chef des ersten Feldartilleriebataillons sowie Herr auf Sellin.

## Leben
Seine Eltern waren der Erbherr von Natelfitz im Kreis Regenwalde Philipp Joachim von der Osten (1630–1708) und dessen Ehefrau Dorothea Juliane, geborene von Boehn († nach 1702). Sein Bruder Andreas Friedrich von der Osten (1686–1755) war kaiserlich-russischer Generalmajor.
Osten kam zu den Kadetten in Kolberg. Von dort wurde er 1717 zur Artillerie versetzt. Am 1. März 1721 wurde er Sekondeleutnant und avancierte bis 1736 zum Kapitän. 1738 durfte er sich mit dem Leutnant Moller als Freiwilliger der Kaiserlichen Armee im Kampf gegen die Türken anschließen.
Im Ersten Schlesischen Krieg wurde Osten 1741 Major. Nach der erfolgreichen Belagerung von Prag erhielt er eine Prämie von 500 Talern. Während des Krieges wurde er zudem in der Schlacht bei Soor verwundet. Dann im Jahr 1750 stieg er zum Oberstleutnant und am 8. September 1754 zum Oberst auf. Während des Siebenjährigen Krieges wurde Osten 1757 in der Schlacht bei Breslau schwer verwundet und verstarb am 23. November 1757 an seinen Verletzungen.
Osten war mit Dorothea Philippina von Linger (* 1703; † 24. Juni 1756), einer Tochter des Generals von Linger verheiratet. Die Ehe war wohl ohne Nachkommen.